# Tiefenbach (bei Landshut)
Tiefenbach er en kommune i Landkreis Landshut, i regierungsbezirk Niederbayern i den tyske delstat Bayern.

## Geografi
Tiefenbach ligger lige sydvest for byen Landshut. Kommunen afgrænses mod nord af floden Isar, og mod øst følger Bundesstraße 15, Landshut – Rosenheim næsten kommunegrænsen. Hovedbyen Tiefenbach ligger 5 km sydvest for centrum af Landshut (St. Martin). Afstanden til München er ca. 75 km, og til Regensburg er der ca. 65 km.
Til kommunen hører landsbyern Heidenkam.
Nabokommunerne er:
- Eching (Landkreis Landshut) mod vest
- Kumhausen mod øst
- Vilsheim mod syd
- Den kreisfri by Landshut mod nord